# Distretto di Taragt
Il distretto di Taragt è uno dei diciannove distretti (sum) in cui è suddivisa la provincia del Ôvôrhangaj, in Mongolia. Conta una popolazione di 3.313 abitanti (censimento 2008). 